# 吳麗雪
吳麗雪，中華民國政治人物，前任屏東縣副縣長，從2014年擔任至2022年，也是屏東縣政府首位女性副縣長，曾任屏東縣政府社會處處長、高雄縣政府社會處處長、高雄縣婦幼青少年館館長。